# Basket club Longwy Réhon
Le Basket club Longwy Réhon est un club français de basket-ball dont la section masculine évolue en Nationale 3. Le club est basé dans la ville de Longwy.

## Historique
Le basket à Longwy (à l'origine USBL) existe depuis plus de 50 ans.
À la demande du club de US Réhon, la fusion avec l'USBL Longwy est intervenue en 1998. Les deux clubs ont donc pris l'unique nom de Basket club de Longwy-Réhon (BCLR).
Après avoir gravi les échelons et être passé par la Nationale 4, puis 3, il accède à la Nationale 2 pour devenir en fin de la saison 2001/2002 à Autun contre Poitiers : champion de France N2 sous la direction du coach belge Philippe Giberti et avec, entre autres les joueurs Kacemi, Broliron, Kreps, Lopes, Gratien, Carnot, Keita, Wabik.
Les anciens présidents du BCLR : Jean Jéruzalski, Jean Reignier, Charles-Alain Michaux, Louis Bellettini, Joseph Toscano et Sandra Loupe.
Après neuf ans en Nationale 1 et une en Nationale 2, le BCLR revient en pré-nationale Ligue de Lorraine et ce, durant trois années consécutives.
Fin de saison 2013/2014, le BCLR a eu la joie d'être, après une saison exemplaire (une seule défaite sur 24 matches) nommé champion de Lorraine et accède donc à nouveau au championnat national.
La saison 2015/2016 permettra au BCLR de terminer premier de sa poule et accéder à la Nationale 2 avec Curculosse, Mdivani, Boudjelthia, Galé, Gabriel, Toscano, Doumbia, Halaouate, Rigaux, Nicoux-Beglah, le tout sous la houlette de L. Thouesny.
Depuis la saison 2017/2018, le BCLR évolue à nouveau en Champion de France de basket-ball Nationale masculine 3.

## Palmarès
- Saison 1999/2000 - Champion de France de basket-ball Nationale masculine 3
- Saison 2001/2002 - Champion de France de basket-ball Nationale masculine 2
- Saison 2015/2016 - Champion de France de basket-ball Nationale masculine 3
- Saison 2013/2014 - Champion de Lorraine de basket-ball Pré-Nationale

## Entraîneurs successifs
- 2006-2007 :  Philippe Giberti puis  Vincent Gevrey
- 2007-2009 :  Franck Mériguet
- 2009-2010 :  Jérôme Navier
- 2010-2011 :  Vincent Gevrey
- 2011-2012 :  Karim Chenouf
- 2012-2017 :  Lionel Thouesny
- 2017-2019 :  Pierre Homatter
- 2019-2023 :  Eric Deschamps
- 2023-2025 :  Jérémy Billiaux

## Joueurs célèbres ou marquants
Parmi les joueurs marquants, on peut citer Ali Kacemi, Alexis Kreps, Occlidio Lopes, Frederic Broliron, Didier Marquaire, Jean-Victor Traoré, Cyril Carnot, Bojan Tadić, les frères Ferrai, Baptiste Curculosse, Nicolas Wabik, Michael Cornale, Adrien Dessard, Gérôme Toscano, Yann Patassi, George Mdivani, Jean-Philippe Schaeffer, Loic Martini, les frères Wieckzorek...